# Onšov (district de Znojmo)
Pour les articles homonymes, voir Onšov.
Onšov (en allemand : Windschau) est une commune du district de Znojmo, dans la région de Moravie-du-Sud, en République tchèque. Sa population s'élevait à 73 habitants en 2020.

## Géographie
Onšov est arrosée par la Dyje et baignée par le réservoir de Vranov (Vodní nádrž Vranov), et se trouve à 18 km à l'ouest-nord-ouest de Znojmo, à 65 km au sud-ouest de Brno et à 165 km au sud-est de Prague.
La commune est limitée par Štítary et Šumná au nord, par Lesná à l'est, par Horní Břečkov au sud, et par la Dyje et la commune de Vranov nad Dyjí à l'ouest.

## Histoire
La première mention écrite de la localité date de 1323.